# Островщина (Полоцкий район)
Островщина (бел. Астро́ўшчына) — агрогородок в Полоцком районе Витебской области Беларуси. Входит в состав и является административным центром Островщинского сельсовета.

## Географическое положение
Агрогородок находится в 25 км к западу от Полоцка, в 130 км от Витебска, в 15 км от железнодорожного остановочного пункта Ветрино, около автомобильной дороги Р-14.

## Климат
Климат умеренный, с теплым летом и мягкой зимой. Летом ветры дуют с северо-запада, зимой с юга или юго-запада, также зимой часто бывают циклоны и сухая погода.

## Население
- 1994 год — 148 дворов, 388 жителя
- 1999 год — 367 жителей (перепись населения)
- 2009 год — 340 жителей (перепись населения)[2]

## Достопримечательность
- Братская могила советских воинов и партизан[3]

## Известные личности
- Сержук Соколов-Воюш (род. 1958) — поэт, бард, переводчик.